# Куахоне
Куахоне (исп. Cuajone) — крупный открытый рудник в Перу, регион Такна.
Один из крупнейших карьеров в мире, запасы которого оцениваются в 1,6 млрд тонн руды с содержанием 0,57 % меди. Добываемая руда обогащается на фабрике, первая партия руды поступила в 1976 году. Находится на высоте примерно 3500 м над уровнем моря.
Разрабатывается компанией Southern Copper Corporation.